# 제피로사우루스
제피로사우루스(Zephyrosaurus)는 중생대 백악기 전기, 북아메리카 대륙에서 서식한 2족보행의 초식공룡이다. 조반류의 일종이다. 학명은 "서풍의 도마뱀(westward wind lizard)"이라는 뜻을 갖고 있다. 화석은 미국의 몬태나주에서 발견되었다. 전체 몸 길이는 약 1.8m, 체중은 100kg정도 나갔을 것으로 추정된다. 코에는 작은 혹이 있다.